# 马振扶公社中学事件
马振扶公社中学事件又称「马振扶事件」，是文化大革命时期的1973年7月，发生在中国河南省南阳地区唐河县后来波及中华人民共和国全国的一宗政治事件。事件的导火索是一名15岁的女学生张玉勤受到老师批评后自杀。被迟群称为“资产阶级向无产阶级反攻倒算，在翻文化大革命的案”（1974年1月25日《周恩来、江青、迟群、谢静宜、姚文元在中央直属机关和国家机关批林批孔动员大会的讲话》）。

## 背景
文化大革命爆发前的1964年，在中共湖南省委主导下，即发生学生自杀而教师被判无期徒刑的龙普腾事件。当时事件由国家主席刘少奇批示，湖南全省株连上千人。
从1971年4月25日到7月31日，中华人民共和国国务院在北京召开全国教育工作会议，会议共开了3个月17天，制定出了《全国教育工作会议纪要》，会议『纪要』由迟群起草，经过18次的反覆讨论，最终由张春桥和姚文元作了两次修改，经政治局讨论定稿。8月13日，毛泽东批示「同意」。会议认为：“毛主席的无产阶级教育路线基本上没有得到贯彻执行”；教育战线方面是“资产阶级专了无产阶级的政”；大多数知识份子的世界观基本上是资产阶级的。会议否定了“文革”前十七年的教育工作。
1971年9月，在林彪死亡后，中央日常工作由周恩来主持。在教育方面，他明确指出：“对学习社会科学理论或自然科学理论有发展前途的青年，中学毕业后不需要专门劳动两年，可以直接上大学。”引起全国教育界政策的相对调整。对此，“四人帮”非常反对，将周恩来的提议视为“回潮”、“右倾复辟”，并掀起批判基础理论的浪潮。在中央文革小组的影响下，全国各级学校出现「反回潮」的风气。1973年夏，江青、张春桥、姚文元把文化考试中交白卷的学生张铁生捧为“反潮流英雄”后，南阳更是掀起了否定文化知识学习、基础理论研究的热潮。

## 学生自杀
1973年7月10日，唐河县马振扶公社中学初中二年级的15岁学生张玉勤，在期末考试英语考卷的背面写道：“我是中国人，何必学外文，不会ABC，也当接班人，接好革命班，埋葬帝修反。”张玉勤写后，自觉无趣，便把卷子揉成一团放进口袋里，监考老师发现后，责令其交出了这张答卷。后来英语老师栗玉把考卷拿给班主任杨天成看，晚上，杨天成在开教师会时说了此事。第二天早操后，校长罗长奇在会上批评了张玉勤，要求各班对此事讨论批判。早自习时，杨天成将张玉勤叫到办公室批评她：“你这个妮儿，考不好算了，还写顺口溜顶撞老师，老师让你写检查，你也不写，如果没有外文这个工具，怎能让毛泽东思想传播到全世界？”7月14日早上，有人在虎山水库发现了张玉勤的尸体，得知她自杀身亡。

## 处分老师
1973年9月，南阳地区革委会文教局和唐河县革委会文教局组成联合调查组，做出「唐河县马振扶公社中学修正主义教育路线回潮所造成严重恶果的调查报告」要求地委将该调查报告批转全区各级学校。
1973年10月27日，南阳地委批示，要求全区各级学校“狠批孔子的反动教育思想，批判右倾回潮思想”。12月15日，唐河县委对“马振扶公社中学事件”做出处理，撤销该校党支部委员、革委会副主任罗长奇的职务，开除班主任杨天成公职，留用察看两年。后来「唐河县马振扶公社中学修正主义教育路线回潮所造成严重恶果」的调查报告被刊登在《人民日报》内参上。

## 事件扩大
1974年1月，江青从《人民日报》看到这个材料后声称“我要控诉”，王洪文也讲“对马振扶公社中学的负责人要判重刑”。1974年1月19日，江青派迟群、谢静宜调查此事。1974年1月31日，中共中央下发了“现场调查报告”的文件（即中发［1974］5号文件），把这件事称为“修正主义教育路线进行复辟”的典型；随即，文件要求“河南省委认真复核，严肃处理这一修正主义教育路线进行复辟的严重恶果，并迅速将处理情况上报，各地区也应注意，检查有无类似情况”。
河南省委接到中央文件后，派30名干部在马振扶公社中学举办大型学习班，追认张玉勤为“革命小将”、“优秀共青团员”，并给她立了碑，碑文是“胸怀朝阳战恶浪，敢把青春献给党”。
1974年2月，有关部门又做出逮捕法办马振扶公社中学校长罗长奇、班主任杨天成的决定，均判处有期徒刑2年。河南省委还专门成立了贯彻中央5号文件办公室，组织各大专院校工农兵学员到各地、市、县检查、揭露修正主义教育路线“回潮”、“复辟”的情况，全省一大批忠于职守、热心教育工作的中小学教师因之被打成“复辟典型”。仅唐河县就被揪出“罗长奇、杨天成式人物”280人，全国教育战线也很快掀起了落实中央5号文件，揪“罗、杨式人物”的狂潮。

## 平反
1977年11月，河南省委对南阳地委和省教育局重新处理“马振扶公社中学事件”的报告作了批示，指出这是一个大冤案，决定撤销对罗天奇、杨天成的刑事处分，恢复他们的职务和原工资待遇。
1979年3月19日，中共中央批准教育部党组的建议，决定撤销1974年转发的《河南省唐河县马振扶公社中学情况简报》。指出各地类似马振扶中学的冤案，都应平反昭雪。